# Пасточ
Пасточ — деревня в Череповецком районе Вологодской области.
Входит в состав Ягановского сельского поселения, с точки зрения административно-территориального деления — в Ягановский сельсовет.
Расстояние по автодороге до районного центра Череповца — 45 км, до центра муниципального образования Яганово — 15 км. Ближайшие населённые пункты — Соколово, Верхний Аньгобой, Нижний Аньгобой.
По переписи 2002 года население — 15 человек.